# ام‌آر-۹: انجام بده یا بمیر
ام‌آر-۹: انجام بده یا بمیر یا مسعود رانا-۹: انجام بده یا بمیر (به انگلیسی: MR-9: Do or Die) فیلمی محصول سال ۲۰۲۳ و به کارگردانی آصف اکبر است. در این فیلم بازیگرانی همچون ای‌بی‌ام سومان، ساکشی پرادان، طارق آنام خان، جسیا اسلام، فرانک گریلو، مایکل جای وایت، اومی وایدیا و گریت کالی ایفای نقش کرده‌اند.